# 冰箱与电视之争
冰箱与电视之争（俄语：битва холодильника с телевизором）是俄罗斯政治笑话，指实际生活条件（即“冰箱里有什么”）和国家宣传俄罗斯普通民众意见的相对影响，或“‘普京强硬的外交政策’带来的团结爱国情感与人们对经济低迷的愤怒”。2015年时，电视处于获胜一方，有民调显示大部分俄罗斯民众承认俄罗斯处于危机之中，但他们通常认为是西方而不是他们的政府造成了这一问题。不过，该笑话存在即表明国家宣传对大众的控制并不彻底。2021年，俄罗斯爆发反普京示威活动，有媒体认为此次冰箱战胜了电视。